# Кавалевский, Александр
Александр Кавалевский Мехмет (англ. Alexander Kavaleuskiy Mehmet; 26 декабря 2004) — кипрский футболист, вратарь клуба «Этникос» Ахна.

## Биография
Дебютировал в чемпионате Кипра в составе клуба «Этникос» Ахна 3 октября 2020 года в возрасте 15 лет, 9 месяцев и 7 дней, поскольку основные вратари команды не могли присутствовать на матче из-за COVID-19. Кавалевский вышел в стартовом составе на матч 6-го тура против «Аполлона» (1:2) и пропустил два мяча.